# Mormia curvistylis
Mormia curvistylis és una espècie de dípter pertanyent a la família dels psicòdids present a Bulgària i el territori de l'antiga República Federal Socialista de Iugoslàvia.